# 川勝平太
川勝 平太（かわかつ へいた、1948年〈昭和23年〉8月16日 - ）は、日本の経済学者、歴史学者、政治家。
早稲田大学政治経済学部教授、国際日本文化研究センター副所長、財団法人総合研究開発機構理事、静岡文化芸術大学学長（第2代）、学校法人静岡文化芸術大学理事長（第2代）、静岡県知事（公選第17・18・19・20代）を歴任した。

## 人物
大阪府で生まれ、京都府京都市で育つ。1997年以降、長野県北佐久郡軽井沢町に自宅があるが、静岡県知事就任後は静岡市葵区にある知事公舎に入居している。
経済学者であり専攻は比較経済史で、研究内容としては英国議会資料の分析などが挙げられる。早稲田大学で助手、講師、助教授、教授、国際日本文化研究センターで教授、副所長、財団法人総合研究開発機構理事などを歴任した。元静岡県知事の石川嘉延に「富国有徳」との県のスローガンを提案するなどブレーンとして活動した。このため、知事への立候補の際には地元の京都府知事ではなく静岡県で知事を務めることになる（後述）。
後に、石川からの要請を受け、静岡文化芸術大学の学長に就任した。
その後、石川の辞任を受け、いったんは立候補を否定したものの、2009年6月5日に静岡県知事選挙への出馬を表明した。公職としては、小渕内閣に設置された「21世紀日本の構想」懇談会、第1次安倍内閣に設置された教育再生会議と「美しい国づくり」企画会議に於いて委員を務め、国土交通省では国土審議会の委員を務めた。京都市社会教育委員会委員、東京都大学運営諮問会議新大学の教育研究に関する検討会委員にも就任した。

## 来歴

### 生い立ち
大阪府生まれ、京都府出身。石油や石炭、セメントの販売を営む三光商店（後の三光商事）代表取締役を務めた川勝弘の長男として生まれる。母は同じく三光商店社長を務めた中島真治の長女。高校は京都市内の洛星高等学校に通い、卒業した。当時の同級生には、建築家の六鹿正治、医学者の竹中洋と市田隆文、経済学者の杉村芳美、法学者の嶋津格らがいる。早稲田大学政治経済学部経済学科に進学。1972年3月に同学を卒業すると、早稲田大学大学院経済学研究科に進学。1975年3月、同院における修士課程を修了。大学時代の指導教授は正田健一郎である。その後、同大学の大学院博士課程在学中に、イギリスに渡り、1977年から1981年までオックスフォード大学ウルフソン・カレッジで、ピーター・マサイアス（英語: Peter Mathias）の指導を受けた。1985年10月、オックスフォード大学で博士号を得た。

### 研究者として

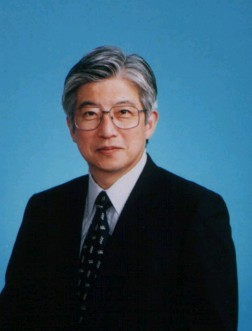
第1次安倍内閣の「美しい国づくり」企画会議の委員就任に際して公表された肖像写真

早稲田大学の政治経済学部助手、講師、助教授を経て、1990年4月に教授に昇任した。1998年4月、国際日本文化研究センター教授に就任した。
その後、2007年4月に静岡文化芸術大学学長に就任した。学校法人静岡文化芸術大学理事長は静岡県知事石川嘉延であり、石川の誘いを受けて学長に就いた。その後、理想の学校教育具現化委員会などで石川県政を支え、静岡県学術教育政策顧問の廣部雅昭と共に石川のブレーンとして活動した。

### 政治家として

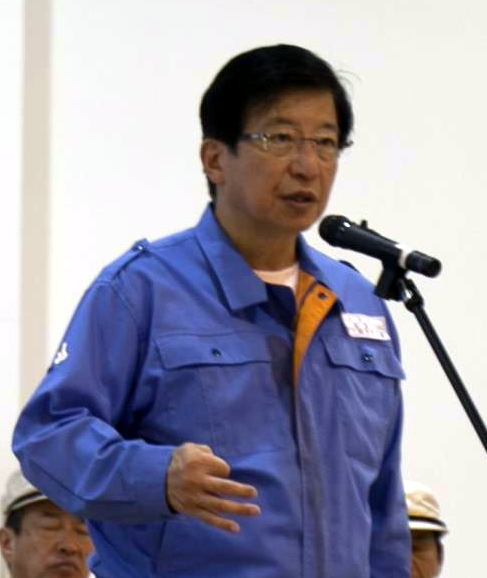
2013年9月1日、ふじのみやスポーツ公園で実施された「静岡県・富士宮市・富士市総合防災訓練」にて

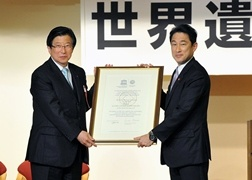
2014年4月21日、世界遺産認定書伝達式にて外務大臣岸田文雄（右）と

2009年5月、自由民主党と民主党に所属する静岡県議会議員、日本労働組合総連合会静岡県連合会、民主党代表代行小沢一郎らから、同年7月の静岡県知事選挙への出馬要請を受け、自由民主党・民主党の相乗り候補者として名前が挙がった。静岡県知事選挙への立候補が取り沙汰されると、川勝は「私の身は理事長（石川嘉延知事）に預けてある。理事長が『やれ』と言うならノーとは言わないが、99.99%ないと思う」と述べて立候補を否定していた。超党派の議員らから立候補を要請されても、川勝は「身を理事長（石川嘉延知事）に預けている」との理由から、これを固辞していた。自由民主党の静岡県議会議員らは、当初は川勝の擁立を目指したものの、最終的には離脱した。
その後、出馬・不出馬に関する発言を二転三転しつつも、最終的に民主党、社会民主党、国民新党の推薦で同選挙への立候補を表明した。立候補表明直前に学校法人理事会に対し辞表を提出し、受理された。退任後の2010年11月、静岡文化芸術大学の名誉教授となった。
選挙戦は自由民主党と公明党が推薦した元参議院議員の坂本由紀子との激しい戦いとなった。民主党は、元参議院議員の海野徹と川勝の候補一本化を目指したものの不調に終わり、分裂選挙となった。鳩山由紀夫、岡田克也、菅直人など民主党幹部も連日応援に駆けつけた結果、坂本を15,000票差で破り初当選した。
※当日有権者数：3,037,911人 最終投票率：61.06%（前回比：16.57pts）
| 候補者名   | 年齢 | 所属党派   | 新旧別 | 得票数    | 得票率 | 推薦・支持                       |
| ---------- | ---- | ---------- | ------ | --------- | ------ | -------------------------------- |
| 川勝平太   | 60   | 無所属     | 新     | 728,706票 | 39.58% | 民主党・国民新党・社会民主党推薦 |
| 坂本由紀子 | 60   | 無所属     | 新     | 713,654票 | 38.76% | 自由民主党・公明党推薦           |
| 海野徹     | 60   | 無所属     | 新     | 332,952票 | 18.09% |                                  |
| 平野定義   | 59   | 日本共産党 | 新     | 65,669票  | 3.57%  |                                  |

2009年7月7日、静岡県選挙管理委員会の告示を経て、静岡県知事に就任。知事の任期は、選挙の投開票が行われた7月5日から4年間となる。
2013年6月16日に投開票が行われた知事選挙ではスポーツコンサルタントの広瀬一郎らを破り再選。
※当日有権者数：3,026,955人 最終投票率：49.49%（前回比：11.57pts）
| 候補者名 | 年齢 | 所属党派   | 新旧別 | 得票数      | 得票率 | 推薦・支持     |
| -------- | ---- | ---------- | ------ | ----------- | ------ | -------------- |
| 川勝平太 | 64   | 無所属     | 現     | 1,080,609票 | 72.61% |                |
| 広瀬一郎 | 57   | 無所属     | 新     | 345,617票   | 23.22% | 自由民主党支持 |
| 島津幸広 | 56   | 日本共産党 | 新     | 61,980票    | 4.16%  |                |

2017年6月25日に投開票が行われた知事選挙ではバルセロナオリンピック柔道銀メダリストの溝口紀子を破り、3選した。
※当日有権者数：3,060,965人 最終投票率：46.44%（前回比：3.05pts）
| 候補者名 | 年齢 | 所属党派 | 新旧別 | 得票数    | 得票率 | 推薦・支持   |
| -------- | ---- | -------- | ------ | --------- | ------ | ------------ |
| 川勝平太 | 68   | 無所属   | 現     | 833,389票 | 59.67% | 連合静岡推薦 |
| 溝口紀子 | 45   | 無所属   | 新     | 563,316票 | 40.33% |              |

2021年6月20日に投開票が行われた知事選挙で、前参議院議員の岩井茂樹を破り4選。
※当日有権者数：3,014,952人 最終投票率：52.93%（前回比：6.49pts）
| 候補者名 | 年齢 | 所属党派 | 新旧別 | 得票数    | 得票率 | 推薦・支持     |
| -------- | ---- | -------- | ------ | --------- | ------ | -------------- |
| 川勝平太 | 72   | 無所属   | 現     | 957,239票 | 60.50% | 連合静岡推薦   |
| 岩井茂樹 | 53   | 無所属   | 新     | 624,967票 | 39.50% | 自由民主党推薦 |

#### 知事辞任へ
知事在職中に数々の物議を醸す失言や行動が続いた（下記）、2021年、自民改革会議と公明党県議団は知事を失職させる知事不信任決議案の提出を検討した。しかし決議には前議員の3/4の賛成が必要であり、知事を支持する立憲民主党議員らからなるふじのくに県民クラブが反対したために決議に至らなかった。そのため知事の給与減額条例および拘束力のない辞職勧告決議が可決されるにとどまり、川勝は知事続投を宣言した。その後も問題発言や問題行動が続いたが、区切りがついたとして、2024年4月に知事辞任の表明を行った（後述）。当初は6月の県議会開会のタイミングで辞職することを明言していたが、早期の辞職を要求する意見が高まったこともあり、予定を前倒しして同年4月10日に中沢公彦県議会議長に辞職願を提出した。これにより同年5月9日付で知事を退職する事となった。なお、5月10日以降、次期知事が就任するまでは知事職務代理者として副知事の森貴志が職務を代行した。

## 家族・親戚
川勝家は代々農業を営み、南桑田郡（現・亀岡市）で有数の大地主として知られた。六世祖父・光従、五世祖父・平太夫の2代にわたって庄屋を営み、特に六世祖父の在職中には天保の大飢饉に遭遇し、幾多の困難を冒して郷土のために奮闘した。墓所は亀岡市旭町の川勝家墓地にあり、同地の臨済宗大雲寺を菩提寺とする。

### 川勝家

#### 自家
- 六世祖父・（葵菴？）光従（生没年不明）
- 五世祖父・平太夫（生没年不明）
- 高祖父・儀左衛門（生没年不明）
八木貯金銀行取締役[35]。妻は五世祖父・平太夫の長女・かる[34]。京都府会議員を務めた曽祖父・光之助

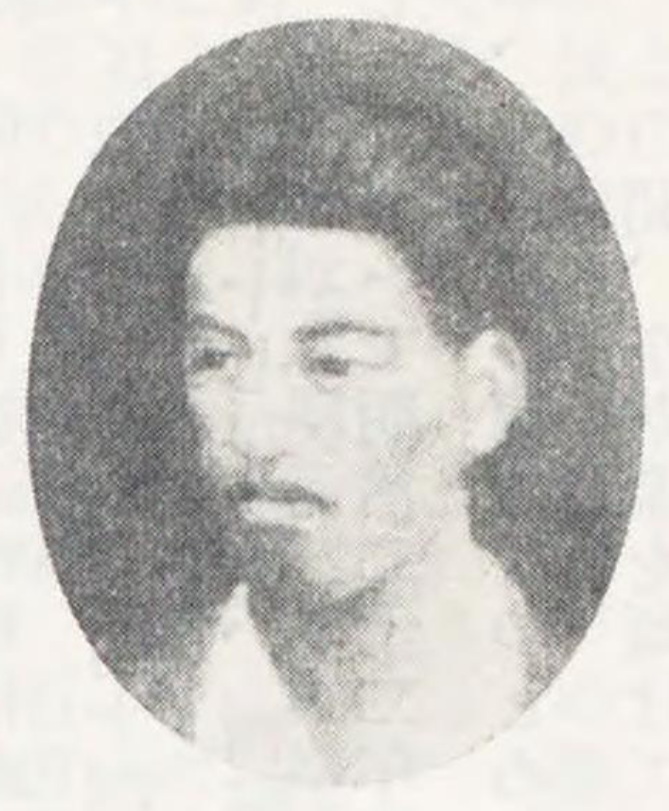
京都府会議員を務めた曽祖父・光之助

- 曽祖父・光之助（1854年4月4日（安政元年3月7日）生） 
高祖父・儀左衛門の長男として南桑田郡旭村に生まれる[34][36]。7代目の家督を継いだのち、1875年（明治8年）旭村戸長に挙げられ、1879年（明治12年）3月に最初の京都府会議員に当選した。1881年（明治14年）3月辞任の後、1882年（明治15年）7月（補欠）、1884年（明治17年）6月、1888年（明治21年）1月と改選期ごとに再選され、1889年（明治22年）死亡退職するまで在任した。その間、常置委員に4回、第5組幹事に3回挙げられる[34]。
府会で活動するかたわら、郷里にあっては1879年（明治12年）地方有力者とともに盈科義塾を設立し、また地方衛生会委員、日本赤十字社幹事、京都倶楽部委員などを兼ねた[34]。一方で、1886年（明治19年）有志と京都倉庫株式会社を発起してその重役となり、翌1887年（明治20年）5月には京都染物会社（のち京都織物会社に合併）の発起人となる。さらに1889年（明治22年）には京鶴鉄道会社を発起し、発起人中より選ばれて創立委員となるなど実業界においても活躍した。 若くして政界・実業界に頭角をあらわし、前途を嘱望されていたものの肺がんのため、1889年（明治22年）9月25日に京都市上京区西洞院下立売下ル西側の別宅で死去した[34]。享年36[34]。
妻は旭村の農業、平井孝兵衛の次女・やお子[34]。弟は園部銀行頭取を務めた高見種吉[36][37]。なお高見の妹（養子先）は商工貯金銀行支配人を務めた野村鶴次郎に嫁ぎ、野村の妹が永山武敏（霊友会初代会長）の弟・武美に嫁いでいるため、川勝家は高見家・野村家をまたいで永山家とも縁戚関係を結んでいることになる[38][39]。
- 祖父・誠之（1884年（明治17年）5月生） 
旭村村長[40]。園部銀行監査役[41]。桑船酒造組合長[42]。戦前まで造り酒屋（旭酒造）を営んでいた[43][44]。妻は園部商工銀行頭取を務めた湯浅平吉の長女・ヨシエ[45]。
- 父・弘（1917年（大正6年）12月15日生）
祖父・誠之の長男として生まれる[9]。1942年（昭和17年）早稲田大学政治経済学部経済学科卒業後、日本石炭配炭公団を経て、1949年（昭和24年）に三光商店（後の三光商事）入社[9]。その後、同社取締役となり、1965年（昭和40年）代表取締役に就任[9]。その後、三光商事専務に就任[11]。
- 母・定子（1925年（大正14年）8月20日生） 
中島真治（三光商店社長）の長女[9][12]。梅花高等女学校卒業[9][12]。

#### 親族
- 大伯父・正之（1881年（明治14年）11月生） 
祖父・光之助の三男として生まれ、1891年（明治24年）家督を相続する[46]。1907年（明治40年）に京都帝国大学法学部を卒業し、住友銀行京都支店長・本店支配人、大阪毛織専務を歴任[46]。1937年（昭和12年）に退任し、弁護士を開業[46]。妻は宮崎農工銀行頭取を務めた堤長発の次女・憲[47]。次女・恭子はフィールドホッケー選手の宇佐美敏夫（ロサンゼルスオリンピックに代表選出され、出場した3チーム中2位で銀メダルを獲得）に嫁いだ[48]。

## 政策・主張

### 静岡空港

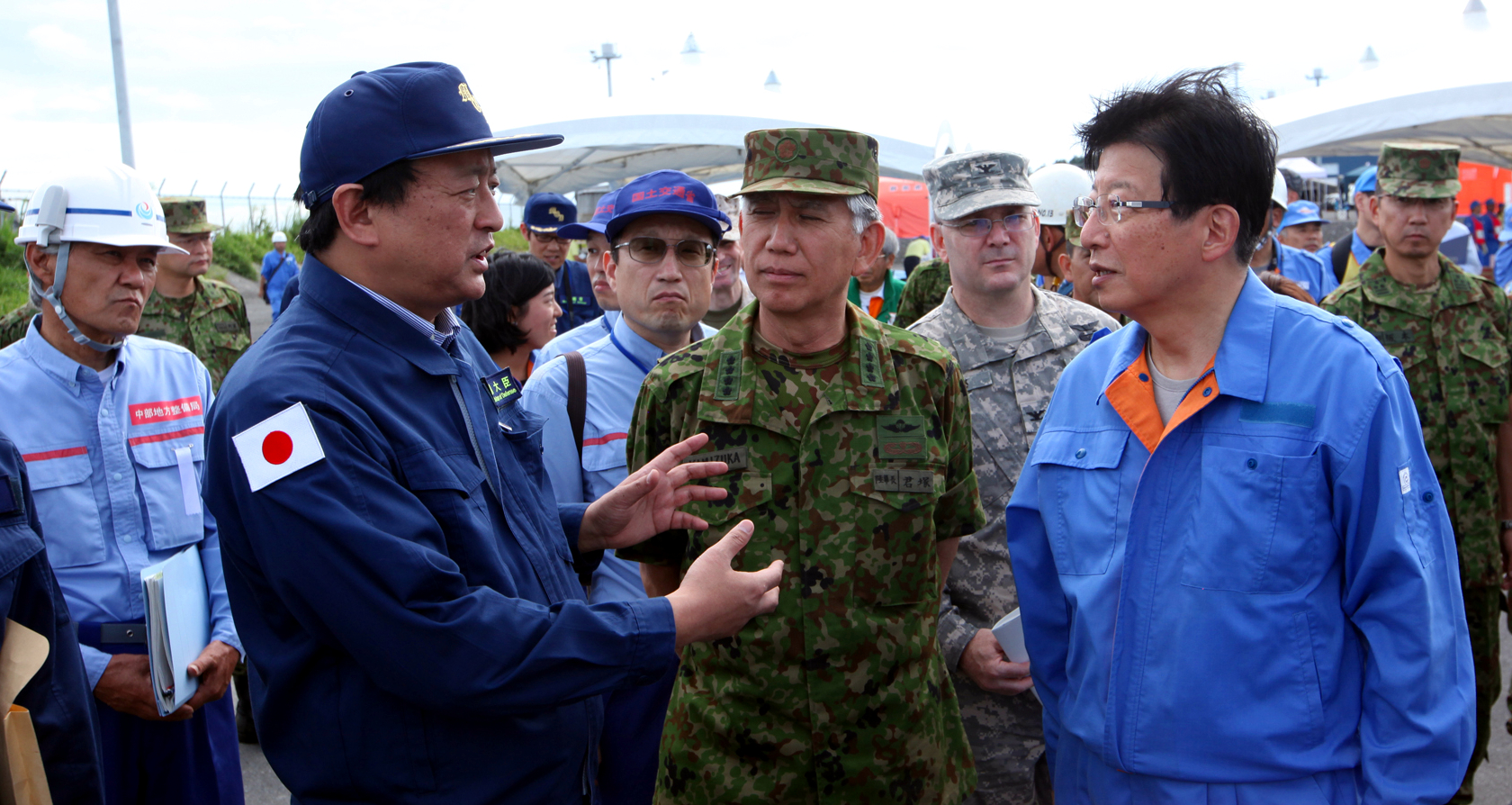
2012年9月2日、静岡空港で実施された「静岡県総合防災訓練」にて防衛副大臣渡辺周（手前左）、陸上自衛隊陸上幕僚長君塚栄治（手前中央）らと

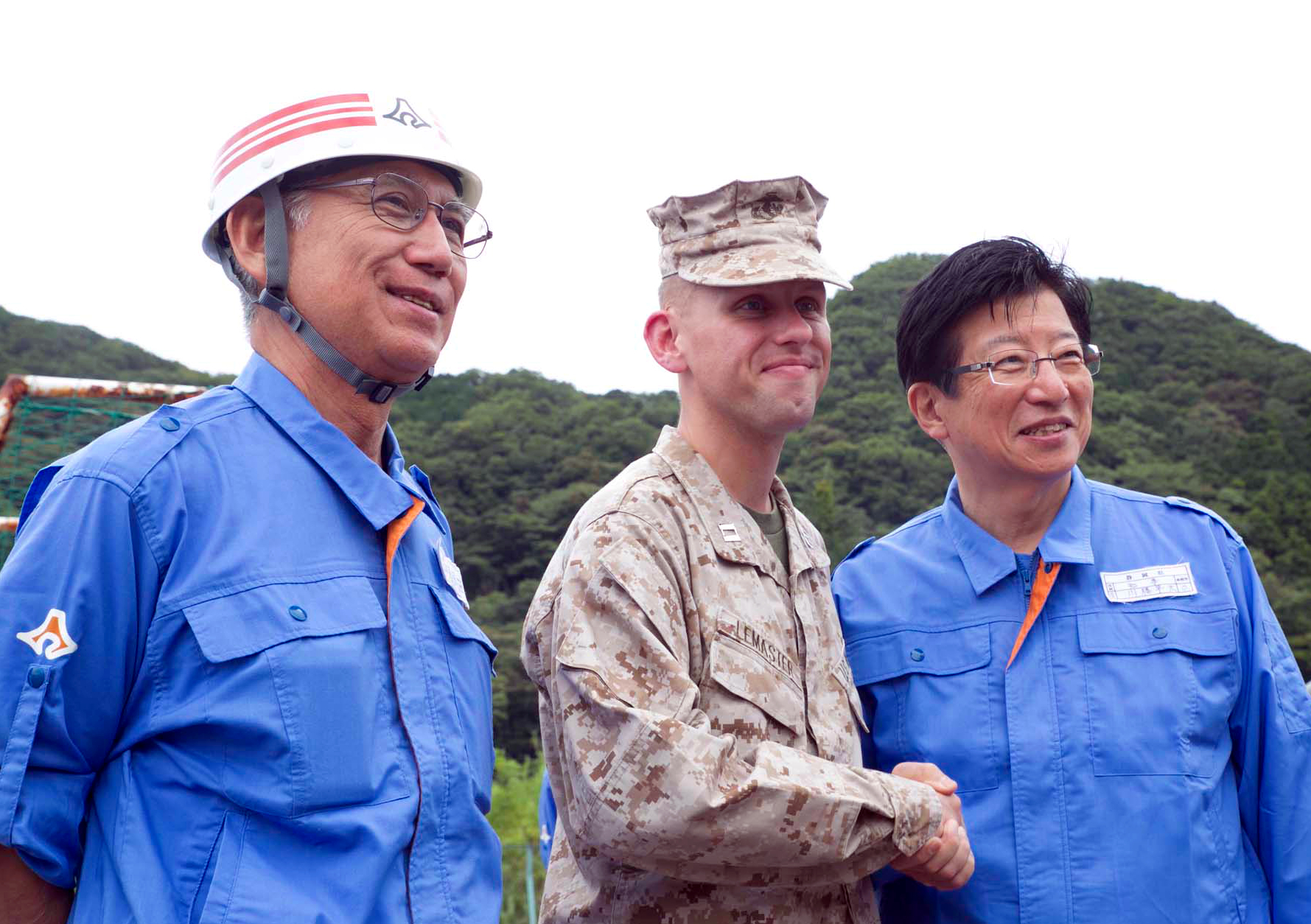
2014年8月31日、静岡県下田市で実施された「静岡県・賀茂地域総合防災訓練」にてアメリカ合衆国海兵隊未来軍事作戦企画担当官レマスター（中央）らと

- 静岡県知事の石川嘉延と2005年に行った対談の中で、静岡県内への空港設置について話が及んだ。この対談において、川勝は国外からの観光客誘致の重要性を指摘した上で「当然、空港も必要でしょう」[49]と提言している。
- 空港の立地条件について、「国際空港は東京の外れや大阪湾ではなく、富士山が見える場所にあったほうが日本らしい」[49]と主張している。
- 静岡県知事選挙への立候補に際しては、川勝は「トップセールスで日本の表玄関としての静岡空港の利用率を高める」[50]と主張している。
- 知事就任後は、静岡空港への就航便数の増加を狙い、自ら積極的に売り込みを図っている[51]。
- 静岡県議会の定例会では、空港反対派の議員から知事による売り込みの効果を疑問視する質問がなされたが、川勝は「何としてもですね、あの空港を立派に育てようと決意して知事になったんです」[52]と強く反論した。

### 中央新幹線
中央新幹線（通称：「リニア中央新幹線〈リニア〉」）の工事を巡って、大井川の水量減少対策が示されていないとして、着工の許可を認めなかった。川勝自身は「リニア賛成」、「リニア推進派」であることを幾度も自称しているが、JR東海から対策を示されても頑なに応じないため、川勝に対して「リニアを妨害している」という批判が少なくなかった。2024年3月、JR東海が川勝による静岡区間の事業不認可のために2027年までの開業を延期すると発表すると、「リニアの開業時期が延期され、自分の責任は果たした」として任期途中での知事辞任を発表した。川勝から直接辞任の経緯の説明を受けた議会議長の中沢公彦は、「（JR東海への）嫌がらせが成就したので私の役目は終わったという感じだった。」と述べた。

### 沼津駅高架線事業
- 静岡県知事に就任した当初は、沼津駅高架線事業を不要として貨物駅不要論を唱え「絶対に強制収用は行わない」と主張していた。
- しかし、当選4年後の2014年に「貨物駅不要論」を取り下げて、県議会で高架事業の推進を明言した。低環境負荷の大量輸送手段であり、東日本大震災で代替として主張していたトラック輸送に頼った脆弱性が現実で示され、貨物ターミナルの整備がいかに重要かを理解したことで方針を転換したと指摘されている[56]。同年9月県議会で川勝は事業推進を表明、振り出しから再スタートさせた。2019年9月に県と沼津市は土地収用法に基づく手続きに入り、2020年4月に県収用委員会の未買収用地の権利取得と明け渡しを求める判決が下り、市は未買収用地7件に補償金を支払ったが、元地権者1人が反対を継続した。
- 2020年10月27日、川勝は「強制収用はできる限り避けなくてはならないが、強制というより、法律に基づいたものなので仕方ない。強制収用しなければらちが明かない立場もありうる」と述べた。県と市は同年11月10日に強制収用の請求を行った。
- 川勝は元地権者と会談を行った際に「非常に和やかな会談で、意義があった」と主張したが、地権者側は「一方的に突然きて、話し続けただけ。ただのパフォーマンスだ」と怒りを露わにした[56]。
- 静岡経済新聞編集長の小林一哉は「知事の横やりで事業が10年近く遅れたと嘆く沼津市民らは多い」と指摘した[56]。
- 元沼津市長の栗原裕康は「4年間は知事の貨物駅不要論で事業は完全にストップした。知事に沼津市のこれまでの取り組みや貨物駅の必要性を何度も説明したが、まったく聞く耳を持たなかった。ただの巧言令色である。政治家として責任を取ることはなかった」と批判している。

### 中韓外交
- 2010年1月の中国訪問に際し、川勝は「訪中を通じて（石川前知事から）教えを受けたい」[57]と述べ、石川に対し同行を要請した。石川はこの申し出を承諾したため、川勝と石川の両名が副主席の習近平らと会談することになった[57]。
- 2013年4月30日、韓国・忠清南道と友好協定を締結した[58]。
- 2014年3月22日、同年6月の朝鮮通信使を顕彰する記念式典に韓国の朴槿恵大統領の出席を要請する招待状を送付していたことが明らかとなり、県内外から電子メールや電話など180件の苦情が寄せられた[59]。

### 富国有徳
川勝は自著『富国有徳論』などの中で「富国有徳」の概念を提唱している。
「富国有徳」について静岡県発行の「ふじのくに『有徳の人』づくり大綱ー誰一人取り残さない教育の実現に向けてー」において川勝はこう説明している。
まだ同書においてこの考え方は持続可能な開発目標（SDGs）の考えと合致するとも述べている。
第84代内閣総理大臣の小渕恵三は、意味は分からないもののこのことばに感銘を受け、自らのモットーの一つとして「富国有徳」を挙げていた。施政方針演説の中で「富国有徳」について触れており、この理念の下で教育立国と科学技術創造立国を実現すると主張した。首相就任後、小渕は「21世紀日本の構想」懇談会を設置し、その委員に川勝を選任した。川勝は第四分科会にて座長を務め、懇談会のまとめた報告書に「富国有徳」の概念を盛り込んだ。
第49 - 52代静岡県知事の石川嘉延も「富国有徳」の思想に賛同した一人であり、静岡県の県政のキャッチコピーとして「富国有徳――しずおかの挑戦」を掲げた。石川は学校法人静岡文化芸術大学理事長を兼任していたが、学長だった木村尚三郎が死去すると、石川は後任の学長として川勝を招聘した。その後、川勝は静岡県が設置した「理想の学校教育具現化委員会」にて委員を務めるなど、石川県政のブレーンの1人として活躍した。石川の後継者を決める静岡県知事選挙への立候補に際し、川勝は「石川知事が私の言葉を引用してくださったのも、ここ静岡県に“理想の日本”を創る、という私の使命感につながる」と語っている。

### 憲法・安全保障を巡る発言
イラクへの自衛隊派遣には賛成したが、その復興を巡っては、「憲法で自衛隊は武力は使わないことになっている。実質的に紛争地域であるイラクで万が一、自衛隊が戦闘行為に及ぶことがあった場合は、即座に撤退すべき」「国際紛争を武力で解決しないという憲法9条の精神は、不戦条約や国連憲章と響きあう普遍性をもつ。憲法が施行されたとき、日本は国際紛争を処理する国力を備えていなかった。その後、経済力、文化力をつけ、アジアの西端を視野に入れるところまできた。憲法の理念を、世界に対し具体的な形にする必要がある。ただ、そのための政治力は乏しい。イラク復興を含む中東問題の根っこにパレスチナ紛争があることは、ゆめゆめ忘れてはならない」と語った。

#### 憲法改正私案
2018年1月に川勝が作成した憲法改正私案の存在が報じられた。この私案は、富士山は日本国土統合の象徴であるとする条文を新たに憲法9条として制定し、従来の9条は10条に移行したうえで「国民と国土の平和と安全の維持に必要最小限の武力を保持する」として自衛隊の存在を明記したものであった。

### 理想とする内閣
川勝は「日本最強内閣」としての閣僚には誰が最適かとするアンケートにて、内閣総理大臣に櫻井よしこ、外務大臣に曽野綾子、厚生労働大臣に中村桂子、内閣官房長官に中山恭子、の4人の女性の名を挙げている。その他の閣僚としては、総務大臣に丹羽宇一郎、財務大臣に堺屋太一、文部科学大臣に寺田典城、農林水産大臣に竹中平蔵、防衛大臣に山折哲雄を列挙し、無任所の行政改革担当大臣には渡辺喜美を挙げている。川勝は、櫻井について「憂国の士」であると指摘したうえで「美しい大和撫子」と評しており、それを理由に内閣総理大臣に選出したと説明している。

### 「新しい歴史教科書をつくる会」との関係
1996年12月2日、藤岡信勝、西尾幹二、小林よしのりらは「新しい歴史教科書をつくる会」（略称：つくる会）の結成記者会見を開催。中学校社会科教科書からの従軍慰安婦の記述削除を求めた。会見時の呼びかけ人は9人、賛同者は78人。川勝は賛同者に名を連ねた。
1997年6月30日に行われた「つくる会」の第2回シンポジウムに、藤岡、小林、伊藤隆らとともにパネリストとして参加。
2005年2月時点の「つくる会」の公式サイトや2009年県知事選での産経新聞の報道でも「つくる会」の賛同者であると紹介されていたが、2009年7月8日の知事就任記者会見において「賛同者なのか」との質問に対して「もう違います。ああいった方々とは一線も二線も画しております」と答えた。さらに川勝は記者に対して「まず誤解を解かなければいけません。新しい歴史教科書をつくる会ですか。一度もメンバーになっておりません。あれは最初会長になった西尾幹二という方が電話をかけてこられて、歴史教科書についてどう思うか、私の観点では日本史と東洋史と西洋史が分けられているのがおかしいと、そしてそれが選択科目になっているのがおかしいと、そういう観点での歴史教科書についての疑問があったので、教科書を見直すというのであればいいと、ところが御承知のように蓋を開けたところ特定の問題について必ずしも歴史家でない人たちが自らイデオロギーを論じる場になっていたので、一度もメンバーになっていません。それが誤解されてですね、あなたは中日新聞ですか、朝日新聞でも、教育再生会議の委員になったときに最初の版で、私がメンバーであるとお書きになって、それは調べてみたら違ったと、それで外されました。ですから私はメンバーではありません」と答えた。

### 受動喫煙問題
- 2011年にフードスタジアムが47都道府県知事を対象に行った受動喫煙問題に関する意識調査において、「原則として多の人が利用する公共的な空間である飲食店は禁煙とするのが望ましい」としながらも、「施設の実情によって禁煙化が困難な場合もあることから県民が喫煙可能施設か禁煙施設かを選択して利用できる施設の場合には、当面は分煙も含めた受動喫煙防止対策が必要」と答えている[78]。
- 静岡県では2020年東京オリンピック・パラリンピックにおいて自転車競技が行われることに伴い受動喫煙対策が必要不可欠となるため、川勝は2018年4月時点で「都と歩調を合わせたい」として国の改正健康増進法より厳しい条例の制定を示唆していた[79]。しかし、同年8月に発表した県受動喫煙防止条例の骨子案は国の法律にほぼ準ずるものであり、飲食店規制には踏み込まず、店頭に「禁煙」「分煙」「喫煙可」のいずれかの標識の掲示を義務化するものとした[80][81]。「分煙」「喫煙可」については既に国の法律で義務づけられており、当条例はこれに「禁煙」を追加したものである[82]。

### その他
- 前任の静岡県知事だった石川嘉延と交流があり、石川の知事在任中はブレーンを務めた。石川は川勝が提唱した「富国有徳」をキャッチコピーとして取り入れたうえで、川勝を静岡文化芸術大学の学長として招聘している。知事就任後は、前任の石川の県政運営について「16年間の実績はすばらしい」[83]と発言するなど評価する姿勢を示し、石川の施政方針を継承しつつ新たな総合計画を策定すると表明した[84]。
- 2013年9月9日、小学校学力テストで静岡県が全国最下位だったことを受け、県内の学力下位の小学校の校長名を公表すると発言。その後撤回し、学力上位の小学校の校長名を公表した。
- 2016年4月26日、定例会見で、米軍から新型輸送機オスプレイへの体験搭乗を招待されたが、断ることを明らかにした。オスプレイの安全性に懸念を示しており、「（搭乗は）できる相談ではない」と述べた[85]。
- 日本史の東京奠都以降を、鎌倉時代・室町時代・江戸時代に倣い「東京時代」と呼ぶべきであると唱えている[86]。
- 独自の道州制構想である「四つの洲構想」（日本4州構想）を提唱している。内容は日本を以下に示す4つの「洲（くに）」と称するブロックに分割するもので、また首都機能を過去に議論された首都機能移転構想検討で高く評価された栃木県の那須野が原に「鎮守の森の都」として移転することを提案している[87][88]。

| 洲名   | 地域                               |
| ------ | ---------------------------------- |
| 森の洲 | 東北・北海道                       |
| 野の洲 | 関東                               |
| 山の洲 | 甲信越・北陸（福井県を除く）・中部 |
| 海の洲 | 近畿・中国・四国・九州・沖縄       |

## 批判を受けた発言・行動

### コシヒカリ発言
2021年10月23日、参議院静岡県選挙区補欠選挙に出馬した山﨑真之輔（浜松市中区出身）への応援演説を浜松市で行った際、対抗候補の若林洋平が前御殿場市長であることから、御殿場市と浜松市とを比較して下記の発言をした。
11月9日、支持政党である県議会第2会派・少数与党「ふじのくに県民クラブ」に催促されて行った記者会見で、「御殿場に対して何か批判めいたことを言ったというようにお受け取りになったのは、それは誤解であるということを明確に申し上げる」と主張し謝罪はしなかった。このため、苦情が殺到するなど火に油を注ぐことになった。
これに対して、県政与党を除く最大会派の自民党全40名・第三会派の公明党全5名・無所属議員ら計49名の県議から抗議文が提出された。抗議文になった理由として、自民改革会議などが不信任決議案を提出した場合、賛同した49人の賛成だけでは、静岡県議全67人が出席した場合の可決条件である4分の3以上（51人以上）に不足していることが背景にある。静岡県自民党会派の野崎正蔵代表は、川勝の会見後に「余計火を消すどころか、火に油を注ぐような会見だったような気もしますけれども。多くの県民からしっかりとしたけじめをとっていただきたいという声も我々の所に届いておりますので、そうした声に応えられるような行動を取って行きたい」とコメントした。勝又正美御殿場市長は「謝罪という会見ではなくて、この内容からいきますと御殿場市民の心を傷つけた気持ちというのはとても消えない」と非難している。記者会見を終えた川勝は、ふじのくに県民クラブとの会談にて「（ふじのくに県民クラブから）記者会見を持つべきだとのアドバイスをいただき、早速、実行しました。いいアドバイスはすぐに…。善は急げです」と述べたため、ふじのくに県民クラブ会長の佐野議員は面会後、記者団に「謝罪の会見をお願いしたつもりだったが、謝罪にはなっていなかった。『誤解を与えた。申し訳ない』と発言してほしかった」と不満を表明した。自身が応援していた山﨑が長年不倫をしていた問題が週刊誌で報じられたことについて、川勝は「まことに残念至極であります。もう応援することはありません」と述べた。
11月10日、川勝は臨時会見で「誤解だ」と強調したことで「会見を見たが全く謝罪になっていない」「誤解とはどういう意味なのか」と批判が更に殺到したため、御殿場市役所を訪れて勝又に面会して問題の発言を撤回・謝罪し、再度会見を開く意向を示した。
11月24日、上記発言に対して御殿場市民をはじめ、静岡県内でも批判が高まったため、県議会に静岡県政史上初の辞職勧告決議が提出された。採決の結果、議長を除く自民会派の39人と公明会派の5人、無所属の3人の計47人の賛成で可決された。反対したのは、川勝を支える「ふじのくに県民クラブ」の17人と共産党1人を含む無所属の2人だった。
辞職勧告決議の可決を受け、川勝は自身の冬のボーナス約315万円と12月分の給与計約440万円の返上を表明したが、返上に必要な条例改正案は12月21日の議会閉会日まで提出されず、結局、全額支給された。
2023年7月3日、条例に基づき知事の去年一年間の所得が公開された。NHK静岡放送局記者の仲田萌重子は給与とボーナスが満額支払われた事を確認し、知事に問い合わせたところ、川勝は秘書課を通じて返上しない意志を示し、NHKはその日のうちにニュースとして報じた。川勝は「熟慮した結果、発言に対するけじめは職責を果たすことだと思い至った」と説明している。しかし、県議会などで「言行不一致」と指摘されたことを受け、同月12日の県議会本会議で給与返納の意向を改めて示した。同日の本会議では自民や公明の議員から川勝に対して「今回の騒動がなければ黙っているつもりだったのか」「危機管理能力が欠けている」などの批判が相次ぎ、自民改革会議から不信任決議案が提出された。13日未明に採決が行われ、賛成50票、反対18票で成立に必要な4分の3以上の賛成（51票）に1票足りず、否決された。24日の定例会見では、「今度間違うようなことをして人様に迷惑をかければ辞職する」と述べた。9月21日、12月の給与とボーナスを受け取らず、11月の給与も減額する内容の条例案を県議会に提出した。10月6日、県議会総務委員会が給与減額条例案の採決を行い、原案通り可決した。コシヒカリ発言への非難とともに、二度と同様の事態を起こさないよう知事に猛省を促す附帯決議案が自民改革会議の委員から提出され、全会一致で可決した。13日に本会議でも可決された。

### 職業差別発言と辞意表明
2024年4月1日、静岡県庁で新規採用職員向けの訓示を行った際、次のように述べた。
同年4月2日7時20分、読売新聞は訓示の内容を報じる記事を配信。「特定の職業を比較するような発言で、再び物議を醸しそうだ」と書き記した。同日午後、他のメディアも追随。「これはどこをどう捉えても第一次産業や第二次産業を蔑む発言だろう」「職業差別発言と捉えられかねず波紋を広げそうだ」などと報じた。
同日17時までに静岡県庁には、「農業や畜産に携わる人々の知性が低いというのか。おごった考えだ」「静岡県はモノづくりを誇っていたのではなかったか」「生産者はイコール納税者だ。それをわかっていないのではないか」などの430件の苦情が、4日までは1400件以上の苦情が殺到した。
同日17時30分、FNNプライムオンラインは、川勝がかつて問題発言を行った際「（メディアに発言を）切り取られた」「切り取りというのが問題」と釈明した前例があるとして、訓示の全文を配信した。
同日夕方、川勝は辞意を表明する直前に、立憲民主党静岡県連顧問の渡辺周に「あなたやってくれますか」と自らの後継打診をした。
同日18時、川勝は記者会見を開き「職業差別は皆無です、ありません。歓迎の言葉、励ましの言葉がこんなことになったというか、何か問題発言かのごとき状況になって本当に驚いている」と発言した。また、同会見での産経新聞との一問一答のやりとりでは、同紙が、県民から「農業・畜産に携わる人の知性が低いということか」との批判の声が上がっていると伝えると、川勝は「それは読売新聞の報道のせいだと思っている」と答えた。産経が反論すると「いや、切り取られたんだと思う」と自説を貫いた。さらに「どうしたらいいのかと思っておりまして、よく考えたんですけれども、準備もありますからね。6月の議会をもって、この職を辞そうと思っております」と発言し、2024年6月で知事の職を辞すことを明らかにした。
4月3日、川勝は静岡県議会議長の中沢公彦に対し、県議会6月定例会の開会日である6月19日に辞職することを報告し、中央新幹線の2027年開業断念の発表について、「自分の役割は終わった」と話した。報告を受けた中沢議長は「なんでそれが任期途中で辞めないといけないことにつながるのか、さっぱり意味がわからなかった」と疑問を呈し、「説明の受け止めとしては嫌がらせが成就したので私の役目は終わったという感じだった。辞めるのは職業差別にまつわる不規則発言が理由ではなさそう。どうやらリニアが上手くいかなかったこと（2027年の開業断念）について目途が立った」ためと述べた。
同日15時半から川勝は臨時記者会見を開いた。記者会見の冒頭では、「私の新規県庁職員としての励ましの言葉の中に人々の心を傷つけるものがあったということを厳しく受け止めております。…特に、第1次産業、農業、酪農、あるいは水産業、これは最も大事にしてきた産業であり、そういう方たちの心を傷つけたとすれば誠に申し訳なく心からお詫びをいたします」と職業差別ととれる発言について謝罪した。一方で発言については、「不適切だとは思っていなかった」とし、撤回しなかった（後に撤回）。また、辞意表明の主な理由については、リニア問題が大きな区切りを迎えたこと、不十分なことばづかいにより人の心を傷つけたことを挙げた。発言については、「この言葉の問題で、議会あるいは、マスコミのみなさま方から、あるいは県民のみなさま方からアドバイスを含めてご批判をいただきまして、そしてその都度、以後こういうことがないようにと、努めてまいりましたけれども、再びそうしたことが、思いもかけぬ形で浮上しまして、自ら不徳の致すところと思う次第であります。」と述べつつ、「昨年の東アジア文化都市、これはみなさんとともに苦しみ、喘いだ、コロナの時期を乗り越えて、見事に東アジア文化都市、日本の文化を文化首都として、恥ずかしくない素晴らしい実績が残せました。」「…やはり富士山が2013年からちょうど10年経ったということが、当時の文部科学大臣から言われました。」と2023年東アジア文化都市の開催や、富士山の世界文化遺産登録が10年を迎えたことに触れた。また、「私はこのリニア問題を解決するのは、事業計画を見直す以外にないと、従来から思っておりました。」「ですから、この2～3か月で大きく動いたリニア問題が大きく動いた、ここで仕事は一段落したと。ということで、辞表を提出するということになった理由であります。」とリニア中央新幹線の開業時期が2027年以降へと変更する事業計画の根本的な見直しを辞意表明の理由として述べた。また、任期の途中で辞める理由については、「県議会も私の言動が一因になり政局がらみで動くというのが常態化して、これはなんとか解決したいと思っていた。」と述べ、知事選に再立候補する考えがあるか問われると、「私はもう十分仕事をした。出直し選挙なんてとんでもない。まったく考えていない。」と答えた。ボーナスを受け取るかについては、「そういうことは全く考えていません。自然体でいきたいと思っております。そこまでいられるか分かりませんからね。議会との関わりがありますから」と答えた。
同日、川勝は浜松市内で、長年支援を受けてきたスズキの鈴木修相談役と面会し、辞意を直接伝えた。これに対して鈴木は、「止むを得ない。ご苦労様でした」と伝え、川勝について「上出来だった。ただし失言が少なくなかった」と評した。
3日の会見に対し、川勝が、リニア問題が区切りを迎えたことを理由に辞意を表明したことについて、中央新幹線の開業を遅らせること自体が目的だったのではないか、それが達成されたから辞任するのではないか、という批判の声が挙がった。
4月4日、自民・公明両党会派は川勝に対し、早期辞職と職業差別発言の撤回を申し入れた。また、県議会は6月定例会の開会日を4月10日に確定させる方針を決めた。
4月5日、川勝は「職業差別ととらえられかねないところは削除して撤回する。なりわいの違いを説明したかった」と述べ、職業差別発言を撤回した。
同日、立憲民主党の渡辺周衆議院議員は、川勝知事から後継の打診を受けていたとしてテレビ朝日のインタビューに応じて「知事の姿勢=静岡県という評価になっちゃうのは、やっぱりつらいものというか、心痛めるところはある。後継と言っても、別にそのまま受け継ぐわけではないので、主従関係があって指名を受けて、私に従ってやってくれみたいなことじゃないし」「（Q.リニア問題、川勝知事との考え方の違いは?）もう、ここまでできている話を静岡県の我を通していることで（工事が）止まってると言われるのは、県民としても非常に胸を痛めるところがありますから、沿線の方々の不安を払拭することは最低限行いながら、リニアの開通に向けては進めていくべき」と発言し、川勝知事の政治姿勢を引き継がないことを表明した。
同月8日、静岡県副知事も務め、元総務官僚の大村慎一が静岡県知事選挙への立候補を表明した。また、浜松市長を務めた鈴木康友も立候補に前向きな姿勢を示し、スズキなど一部の浜松市の財界も本人へ立候補を打診している。
当初、川勝は6月の県議会定例会開会日に県知事を辞職するとしていたが、4月10日に知事辞職願を中沢県議会議長に提出し、5月9日に知事を退任する見通しとなった。前述の自民・公明の申し入れなど早期辞職を望む意見が多かった事、また、6月の辞職の場合、退職金に加えて期末手当が満額支給されることから、さらなる世論の批判が起きつつあった。川勝は申し入れを尊重するとともに自身の後任を決める県知事選に関して具体的な候補者名が取り沙汰されるようになったことも背景に、辞職の前倒しに至ったとされる。これにより静岡県選挙管理委員会は、川勝の後任者を決める静岡県知事選挙の日程を2024年5月9日告示、同月26日投開票とすることを決定した。
川勝は辞職願提出後、記者からの問いに「いつでも辞任する用意はありなるべく早く辞めたかった。県政の空白を短くするため、きょう退職届を提出した」と答えている。一方でリニアに関する考えはこの時点でも「推進派に変わりはないし、推進派から外れたこともない」「一生懸命、われわれは南アルプスの自然の保全と水資源の保全の両立を図ろうとしてきた。推進の足を引っ張ったことは一度もない。段取りが見えたのでバトンタッチできると思った」と語った。川勝は辞職願を提出する際に報道陣から心境を問われ、細川ガラシヤの辞世の句を引用して、
と答えた。散り際の重要性を説いた句とされる。

#### 発言・辞意表明に対する反応
川勝の県知事辞意を受けて、閣僚や周辺自治体の首長などから反応が相次いだが、概ね川勝の以前からの言動や政治姿勢（特に辞職の理由とした、リニア中央新幹線の2027年開業断念を挙げた一件）などを批判する意見が相次いだ。
川勝の記者会見が行われた4月3日、元副知事で静岡市長の難波喬司は職業差別発言に対し、「極めて不適切であり得ないレベルの発言だ」「発言全文を聞くと切り取りも何もない」「発言を適切でないと思わないこと自体にも大きな問題がある」と苦言を呈した。
同日、会見直前に川勝と面会した島田市長の染谷絹代は、「昨夜の決断までには長い苦悩があっただろう。決断は尊い。人がとやかく言うことではない。知事の様子はいつもどおりだった。豪快な人柄が出ていた」と述べた。また、川勝の辞任による中央新幹線への影響について「大きな分岐点」「本来あるべき議論に戻るきっかけになればありがたい」と述べた。
中央新幹線長野県駅が設置される長野県飯田市長の佐藤健は、川勝の辞任の発表に対して「中央新幹線着工に向けた最大の不安定要素がクリアされる」と述べ、静岡県とJR東海へ協議・着工のスピードアップを求めた。
大井川の下流に位置する静岡県牧之原市長の杉本基久雄は、4月4日の定例会見で「辞職するのは失言・舌禍が原因」とした上で中央新幹線について「国家プロジェクトであるし、国も3.5兆円の財政投融資をしている中で、それを7年止めたとなると僕は犯罪じゃないかと思う。それくらい大きな問題」と述べ、川勝を批判した。
川勝のコシヒカリ発言で揶揄を受けた御殿場市長の勝又正美は、川勝の辞任を受け「今回の発言は農業や畜産に関わる職種の人を見下す差別的発言と私自身も感じた。コシヒカリ発言で御殿場市民は大きな心の傷を受けたが、あれから、あまり時間はたっていない。コシヒカリ発言と重ね合わせてしまい、がっかりしている」とコメントした。
農林水産大臣の坂本哲志は4月5日の閣議後の会見で「国民の食だけではなく、地域の経済やコミュニティーを支える農業者にとって残念なものであり、農村地域に生まれ育ち、これまで農業の現場における創意工夫を見てきた1人の政治家として憤りを感じます」と述べた。
国土交通大臣の斉藤鉄夫は4月5日の閣議後の会見で「川勝知事の進退を巡る発言や記者会見での1つ1つの発言に政府の立場でコメントすることは差し控えたい」としつつ、「国の有識者会議を通じて事業主体であるJR東海と静岡県をはじめとする関係自治体とのいっそうの対話を促す」とした。
前国土交通大臣の赤羽一嘉は4月3日のX（旧Twitter）のポストで「川勝氏の暴言癖は今に始まったことではない。私が国交相時代、記者会見で、当時の鉄道局長を名指しし、『恥を知れ』『folly（愚か者）、猛省しなければならない』と発言。県民の代表でもある知事が、己の部下でない役人に対し名誉棄損することは非常識の極み。呆れました」と激しく糾弾した。
愛知県知事の大村秀章は4月8日の定例会見で、川勝が辞意を固める要因に挙げた「リニア中央新幹線の2027年の開業断念が大きな区切りになった」発言に触れ「リニア中央新幹線建設促進期成同盟会は一致結束して2027年の東京・名古屋開業、2037年までの大阪までの全線開業を願い活動してきた。その中で、この発言は釈然としないし、違和感を禁じ得ない、大変残念な発言」と苦言を呈したうえで、「2027年の開業を断念させたことが一区切り、一仕事済んだと受け取れる発言は文書（約束）の趣旨と異なり極めて遺憾。開業を断念させて一区切りというのは整合性が取れない。我々をたばかったのか。だいぶ抑えて言っているが、もっと腹立っている」と怒りを露わにした。大村はさらに同月10日の定例会見でも、「静岡工区だけの責任ではなく、そもそも当初の計画が破綻していた」と川勝がリニアについて持論を主張したことについて、「（リニア）推進論者であれば多くの人が納得できるような、専門家・科学者が論拠を持って作った報告書やリポートをもっと尊重すべきだったのではないか。はっきり言ってすべてイチャモンつけていましたよね。みんながそう思っていたと思う」と反論し、さらに「静岡県の協議が進まないから事業が遅れた。それなのに事業計画が『破綻していた』と言うのは『お前言う？』という感じです」と、再び川勝を激しく糾弾した。
山梨県甲府市長の樋口雄一も4月9日の定例会見で、川勝が早期の辞職の意向を示したことに「歓迎したい」としたうえで、「（リニア中央新幹線の静岡工区の工事を巡り）静岡の水を守ると言っていたが、水を大事に使う職業の方をおとしめる発言であり、静岡県全体を本当に愛していたのか」と厳しく糾弾した。
三重県知事の一見勝之も4月10日の定例会見で、川勝の辞職に関する論評は差し控えるとしつつ「リニアの早い開業を目指し、（建設促進）期成同盟会に（静岡県も）参加されているので、理解しがたい発言だ」と批判した。
一方で山梨県知事の長崎幸太郎は4月10日の定例会見で、「リニアに関してはいろいろな関係もあるが、トータルでは静岡県と山梨県は緊密に連携をとりながら物事を進めてきた。大変感謝している」と述べ、リニアの静岡工区未着工については、「本質的には静岡県のみなさんの自然環境に対する影響への懸念が払拭しきれていないため」との見解を示したうえで、この心配を解消する必要があり「どなたが知事になってもやるべき話で、これまで以上にアクセルを踏むことで（リニア関連）事業は進展していく」と答えた。
川勝が辞世の句を引用した細川ガラシャの子孫にあたる政治ジャーナリストの細川隆三は、同月14日の『ABEMA的ニュースショー』に出演した際のコメントで、「川勝さんはまったく勘違い甚だしい。使い方が間違ってる。政治家の失言とよく言うが、あれは失言じゃない。信念なんですよ。誰に対して無礼かと言うと、まずは細川ガラシャに対してですよね」「ガラシャというのは、正しいと思ったこと、信念を貫く強い意志を持った女性。夫・忠興との約束を見事に守り抜いたそういう女性ですよ。その時読んだ辞世の句なんです。川勝さんの辞め方、散り時、引き際、どこが美しいんですか。ちっとも美しくない。自分の失言をきっかけにお辞めになっただけの話でしょ」「私は細川家を代表してるわけではありませんが、代わりに私が代弁します。これは（細川家）みんな怒ってる。ガラシャだってそう。あの世できっとビックリしてると思いますよ。『なんで私の辞世の句が、川勝さんの引き合いに出されるのか』。失礼千万です」と怒りを露わにした。

### その他の発言・行動
- 大井川の水利権に関しては、田代ダムを管理する東京電力と中央新幹線工事に関するJR東海に対する対応の違いを鮮明にしている。静岡県議会でも田代ダムに関する利水権に関しては、答弁しない事が多い[要出典]。
- 2019年12月、面談の席で、県の構想に反対する県議らについて触れ「県議会にはヤクザもいる、ゴロツキもいる。そういうゴロツキと一線を画してバンバンやってほしい」「反対する議員は文化力がない」「反対する人がいたら県議会議員の資格がない」などと発言した[157][158]。自民改革会議の公開質問状を受け、2020年2月の県議会定例会で「不適切な発言があったことを認め、全て撤回する。不信を抱かれた方々におわびする。ごめんなさい」と陳謝した[159]。
- 2020年10月7日の知事定例会見で、日本学術会議が推薦した会員候補105人のうち政府が6人の任命を拒否した問題について、「菅義偉という人物の教養のレベルが図らずも露見したということではないか」「学問をされた人ではない。単位のために大学を出られた」「任命権があるとか何も語ってないに等しい。信教、学問、言論の自由は基本中の基本。日本の学問立国に泥を塗る汚点」などと発言した[160][161]。10月12日、静岡県議会会派の自民改革会議はこの発言に対し「学歴に関して個人への誹謗中傷に当たるような発言はいかがなものか。周囲に物議をかもす発言はしないよう今後は気を付けてほしい」と川勝に公の場での発言には慎重を期すよう申し入れることを決めた[162]。静岡県議会では、静岡県議会議長が「公の場で個人の資質に言及するのは遺憾だ」と語った。自民会派は「過去にも行きすぎた言動で本質と懸け離れた部分で物議を醸すことが多々あった。同じ轍（てつ）を踏むことを遺憾に思う」。公明党議員団長は 「言い過ぎでは。教養レベルの話なのか。個人攻撃と見られる。発言の意図をしっかり説明しないと誤解される」と懸念を示した。川勝に近いふじのくに県民クラブも「誤解を生むような物言いは避けた方がいい。十二分に言葉を選んでほしい」と述べ、日本共産党県議は「学問の軽視に対し、知事なりに学者として一言、言わずには置けなかったのでは」と擁護した。川勝は「大切なのは学歴ではなく学問。菅首相が学問を本当に大切にしている人かどうかについて疑問を持った」と述べ、発言を訂正する必須は無いと述べた[163][164]が、10月16日、発言の一部（「菅首相が夜学を出た」「政治権力のトップにあるものが任命を拒否するのは教養がない」）について、事実認識に誤りがあったとして撤回、陳謝した[165]。県に対し、14日までにメールや電話で寄せられた1192件の意見のうち、976件が発言を批判する内容だった[166]。
- 2020年12月以降、静岡県は新型コロナウィルス対策として不要不急の帰省は我慢して控えるよう強く求めていたが、自らは自宅のある長野県軽井沢町に帰省していたことが判明した[4]。
- 2021年3月23日、中央新幹線工事の大井川をめぐる有識者会議において、座長を務める福岡捷二を、静岡県と異なる主張をすることから、「御用学者」と呼び、会議から外すように発言した[167]。
- 2021年10月の参議院補欠選挙では山﨑真之輔を「最高の後輩である」と応援していたが[168]、翌11月に山﨑の不倫問題が発覚すると「誠に残念至極。もう応援することはない」と態度を翻した[169]。
- 2021年12月1日、6月6日の知事選中の集会で、静岡文化芸術大の学長時代のエピソードを紹介し、女子学生について「みんなきれいです。めちゃくちゃ顔のきれいな子はあまり賢いことを言わないとですね、なんとなく、もうきれいになる、きれいに見えないでしょ。ところが全部きれいに見える」等と発言したことが明らかとなり、発言を撤回する意向を示した[170][171]。
- 2023年2月20日、2022年12月27日の記者会見で今年を表す漢字を問われた際に、中央新幹線問題への対応や台風15号の被害を例に挙げ「水」と答え[172]、“さらにひと言いえば”とした上で9月に3歳の女児が送迎バスに置き去りにされ死亡した事件を挙げ、「牧之原市の幼稚園で、いたいけな子どもさんが熱気の中である意味水分を全部、体内から吸収されてお亡くなりになった、それもある意味で…広い意味で『水』と関係していると思う」などと発言した件について、大石健司県議（牧之原市・吉田町選挙区選出）に「あまりにも思慮に欠けていて不謹慎だ」と非難され、静岡県議会で自身の発言について謝罪した[172]。
- 2022年9月23日から24日にかけて台風15号の影響で静岡県が記録的な豪雨被害に見舞われた際、県による自衛隊の災害派遣の要請が遅かったとの批判が起きた[173]。原因の一つとして、県と静岡市の連携不足や首長の不仲が取り沙汰された[173]。記者会見では、「携帯電話の番号を知らない。電話をしあう関係ができていません。」と発言し、被害にあった自治会長から「不仲なのは分かるが、大人の対応をして欲しい。」と呆れられた。静岡新聞は「知事はリニアの水問題には著しく敏感だが、水災害には鈍感である」と表現した。
- 2023年2月28日、記者会見で中央新幹線工事を巡り、山梨県側が実施を検討しているボーリング調査に対し、「山梨県側の断層および脆い区間が静岡県内の県境付近の断層と（地下深くで）つながっている。それゆえ、いわゆる『サイフォンの原理』で、静岡県内の地下水が流出してしまう懸念がある」と主張した。しかし、実際には、ボーリング調査を実施する断層ゾーンには粘土などの遮水層もあり、圧力が掛かっても静岡県の地下深くの断層に影響を与える可能性はない。3月20日、県地質構造・水資源専門部会で、丸井敦尚委員は「サイフォンは、例えば、2つのバケツがあって、雑巾か何かで高さを変えたときに、一方のバケツに水が集まるという考えだ。ここはサイフォンとは違う」と否定した。3月28日の知事会見で、サイフォンの原理について問われたところ、「わたしだ。間違っていた」と誤りを認めた[174]。さらに記者が「間違っていたことに対する（JR東海への）謝罪はないのか」と追及したところ、「山梨県内の断層帯をボーリングすることにより、削孔された部分が1気圧となり、高圧の地下水が圧力の高いところへ流れ、静岡県内の地下水が抜けるおそれがある」、「掘っていけば極めて高い水圧があり、その圧力の違いによって水が流出するというのが正しいことだ」と発言した。
- 2023年5月11日、JR東海に対し、静岡県が合意するまでは、山梨県内でもあっても、県境から約300mまでの区間を掘削調査をしないよう中止を求める文書を出した[175]。5月12日、この文章に対し、山梨県知事である長崎知事は、「静岡県の議論には強い違和感がある。山梨県内のボーリングで出た水は、山梨県の水というのが常識的な考え方だ」と述べ、「山梨県内の活動について頭越しに言うのは遠慮願いたい」と強い不快感を示した[176]。この件について、5月15日、記者から「山梨県内で出る水は、静岡県の水か、山梨県の水か」という質問を受けたが、「確定されていない」「わからない」「いま、私が答えるべき筋のものではない」と回答した[177]。5月16日、記者会見で、「礼節を欠いていた。こういうことがないようにしたい」と反省の言葉を述べた[178]。
- 2023年10月12日、静岡県議会9月定例会において、「三島を拠点にしまして、東アジア文化都市の発展的継承センターのようなものを置き、今、土地を物色していると。詰めの段階に入っておりますけども」と発言。実際には、県議会への上申等は行われておらず詰めの段階とは程遠いものであり、発言に関する緊急質疑が行われるなど、議会の当初の予定の大幅な変更を余儀なくされた[179][180]。
- 2024年1月4日、能登半島地震の被災地支援のために開かれた石川県や愛知県など災害時の応援協定を結ぶ9県1市の首長とのオンライン会議が行われたが関係者の中で川勝は唯一欠席し静岡新聞社・静岡放送主催の賀詞交換会に出席していた[注 4]。県議会の自民会派などは、川勝に対し「危機管理を預かるトップの判断として不適切」とする抗議の申し入れを行った[181]。
- 2024年3月13日、県庁であった磐田市に本拠地を置く女子サッカークラブ「静岡SSUボニータ」の監督や選手との懇談で「藤枝東はサッカーをするために入ってきている。学校もボールを蹴ることが一番重要なこと。勉強よりも何よりも」「磐田は文化（水準）が高いんですよ。浜松より元々高かったわけでしょ」「侍ジャパンとか“侍”というでしょう。礼儀正しい、潔い、スポーツマンシップが身に付いている。それは、男の子はお母さんに育てられる。お母さんは持っている」と話した[182][183]。同日の記者会見で川勝は、浜松市を下げる意図はなく「歴史的事実で市民の共通認識だ」と説明し、撤回しない考えを示した[183]。

## その他のエピソード
- 2009年度の日本航空と静岡～福岡線の運航に関して、搭乗率が70%未満の場合は県が運航支援金を支払う覚書を交わしていたが、静岡空港からの一方的な撤退は覚書に反すると拒否したため、日本航空側が提訴。2011年11月17日、県が日本航空に和解金として約1億5000万円を支払う内容で、東京地裁で和解が成立した[184]。
- 2015年7月23日に田辺信宏との初会談の場において、「構想は君のためでも、私のためでもない」と田辺を呼んだ。川勝に「君」と呼ばれた田辺が「君、君と言うが静岡市長だ。ずっと気になっていた」と述べると、川勝も、市へ出向している県職員の処遇に関し「部下がいなくて孤立している」と苦言を呈するなど対立している[185]。
- 2016年の川勝、田辺信宏・静岡市長、鈴木康友・浜松市長の3首長が一堂に会し、県内の広域的な行政課題について意見交換する「県・政令指定都市サミット (G3) 」でも、人口減少問題を巡っては、「静岡市は政令市の失敗事例」と主張した。田辺市長は「訂正してほしい。現場では職員は一生懸命頑張っている。市政について口出ししすぎている」と反論している[185][186][187]。

### 比較経済史の研究
経済学が専門で比較経済史を研究対象としている。早稲田大学大学院経済学研究科の指導教員は正田健一郎で、日本経済史を正田健一郎に、西洋経済史を小松芳喬に学び、オックスフォード大学でイギリス経済史をピーター・マサイアスに学んだ。
梅棹忠夫の「文明の生態史観」を発展させた、独自の「海洋史観」を展開したことで知られる。「英国議会資料」の研究で同僚30余人と共に早稲田大学図書館に2億円余の資料購入を申請するも受け入れられず、大阪の国立民族学博物館が購入したため、早大教授を辞職して京都の国際日本文化研究センターに移籍した。「西太平洋津々浦々連合」を提唱した。
日本の歴史における時代区分に関して、元号による時代区分に異を唱え、政権所在地による時代区分で一貫すべきだとして、明治維新から現在までを「東京時代」と呼ぶことを提唱している。
国際日本文化研究センター時代、梅原猛の影響で展開した「文明論」は、テッサ・モリス＝スズキらの歴史学者から批判されている。
なお、川勝が留学を終えてから2年後の1983年、浩宮徳仁親王がオックスフォード大学へ留学、マサイアス教授の下で研究を行うことになった時、マサイアスの指導を受けた経験のある日本人が川勝しかいなかったことから、浩宮の「兄弟子」として、マサイアスの研究についての事前レクチャーを行ったことがある。

### 早稲田大学教員時代
政治経済学部の日本経済史講義の主題は、(1)日本はいかにして「東洋における最初の工業国家」になったのか、(2)日本の工業化は「西洋における最初の工業国家（英国）」といかなる関係にあるのか、であった。講義ではマルクス、ウェーバー、シュンペーター、ヒックス、ロストウ、ガーシェンクロン、ポラニー、ウォーラーステイン、大塚史学、宇野理論、生態史観等の理論の貢献を紹介するとともに、日本の経済発展をグローバルな観点から理解するには、それらに限界があることを示し、新たに「文化・物産複合論」という独自の理論を立てた。川勝は授業開始時刻前の教室入りを原則とし、各講義の終了後は学生との議論の時間をとり、質問・挑戦には必ず応じることとしていた。
川勝ゼミのテーマは「日本と世界経済－長期的・理論的・実証的接近－」で、ゼミ生はこのテーマに関わるものであれば自由に個別のテーマを選ぶことができた。ゼミでは自分にとってのっぴきならないテーマを定めて、卒業論文（ゼミ論文）を完成されることとなっていた。入ゼミ資格は「文・武・芸の三道の鼎立をめざす者」だった。川勝は日文研に移籍した後も早稲田大学には非常勤講師として残り、ゼミ生と院生の指導を継続した。

## 略歴
- 1948年 - 大阪府で生まれ、京都府京都市で育つ。

### 学歴
- 京都市立富有小学校入学[197]
- 京都市立衣笠小学校卒業[197]
- 京都市立衣笠中学校卒業[197]
- 1967年3月 - 洛星高等学校卒業
- 1968年4月 - 早稲田大学第一政治経済学部経済学科入学
- 1972年3月 - 同卒業
- 1975年3月 - 早稲田大学大学院経済学研究科修士課程修了
- 1975年4月 - 早稲田大学大学院経済学研究科理論経済学・経済史専攻博士課程入学
- 1982年3月 - 同単位取得満期退学（研究指導認定）
- 1985年10月 - オックスフォード大学 D.Phil.、博士論文は‘International Competition in Cotton Goods in the late Nineteenth Century with Special Reference to Far Eastern Markets’（「19世紀後半の綿織物に見る国際競争：極東市場の事例を中心に」）[16]

### 職歴

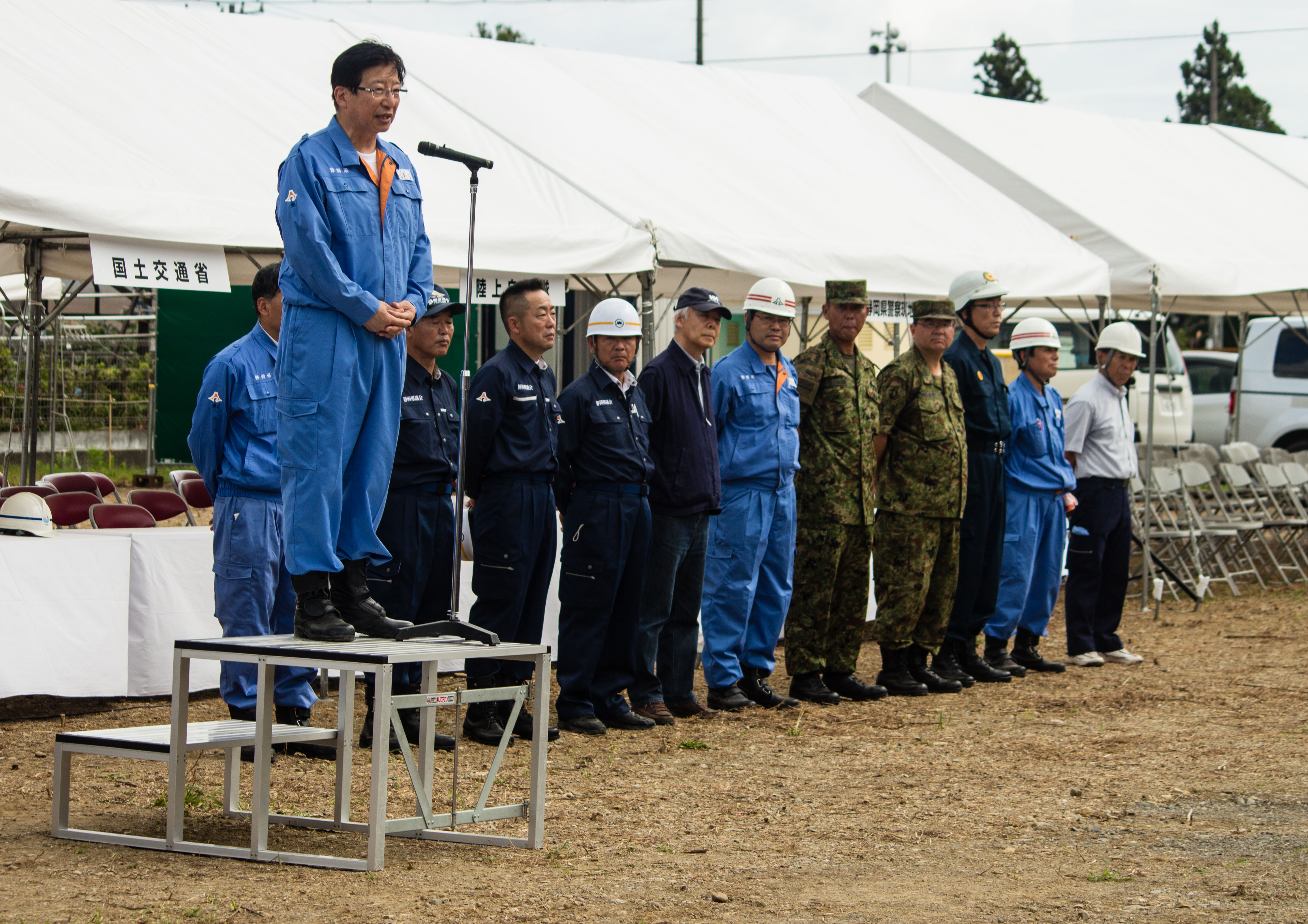
2016年9月4日、静岡県掛川市で実施された「静岡県・掛川市総合防災訓練」にて

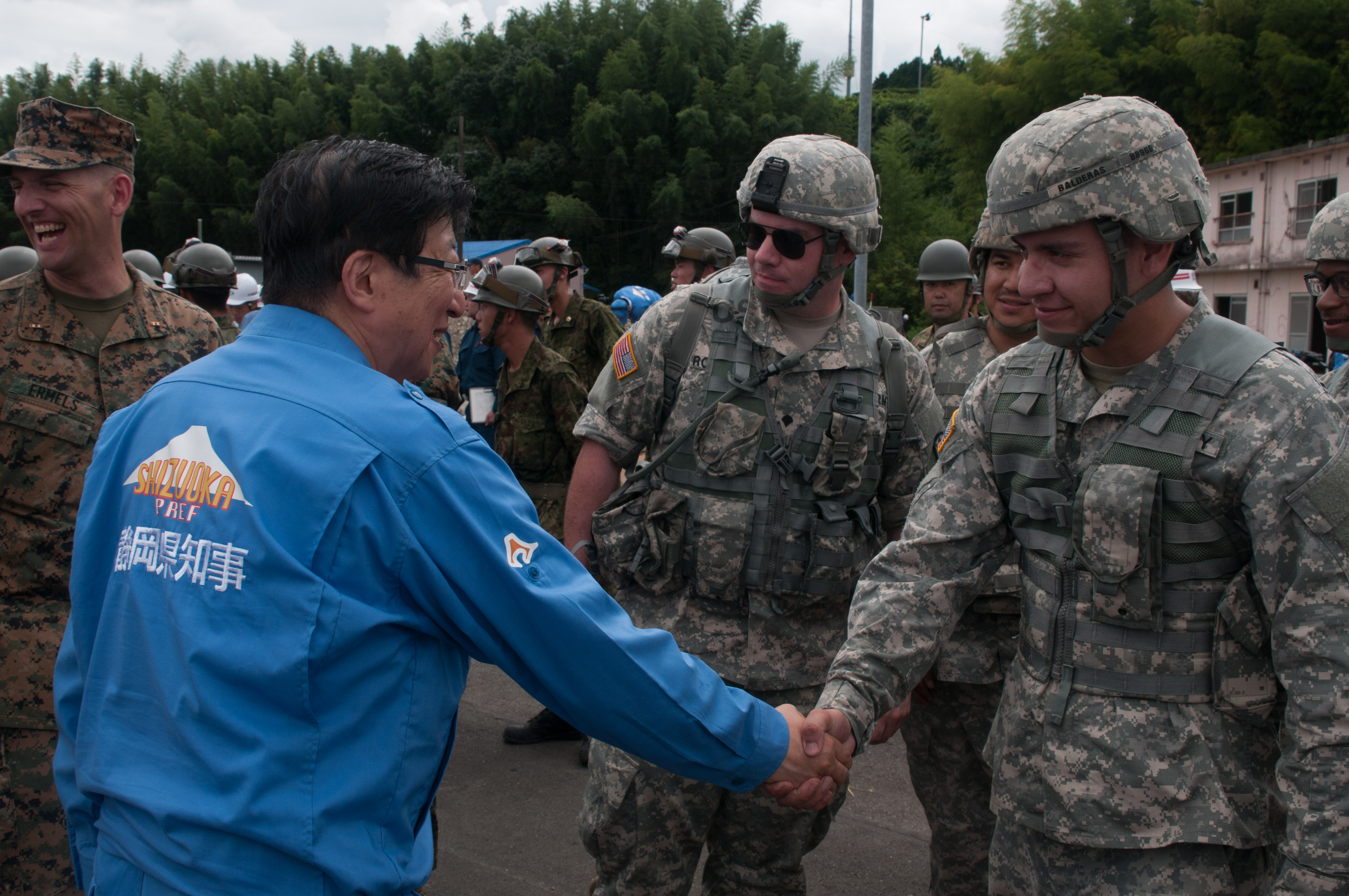
2016年9月4日、静岡県掛川市で実施された「静岡県・掛川市総合防災訓練」にてアメリカ合衆国陸軍兵士（右）らと

- 1975年4月 - 早稲田大学政治経済学部助手[注 5]
- 1982年4月 - 早稲田大学政治経済学部専任講師
- 1984年4月 - 早稲田大学政治経済学部助教授
- 1990年4月 - 早稲田大学政治経済学部教授
- 1991年1月 - 早稲田大学中央図書館副館長（1994年11月まで）
- 1998年4月 - 国際日本文化研究センター教授（その後は副所長兼任）、国立民族学博物館地域研究企画交流センター客員教授（「英国議会資料」研究利用推進専門部会部会長）
- 1999年 - 小渕内閣・「21世紀日本の構想」懇談会委員
- 2006年 - 安倍内閣・教育再生会議委員
- 2007年 - 静岡文化芸術大学学長、国際日本文化研究センター客員教授、安倍内閣・「美しい国づくり」企画会議委員
- 2009年6月5日 - 静岡文化芸術大学長を辞職 静岡県知事選挙へ立候補を表明
- 2009年7月5日 - 静岡県知事選挙当選
- 2009年7月7日 - 静岡県知事就任
- 2009年9月10日 - 学校法人静岡文化芸術大学理事長就任（2010年3月まで）
- 2010年11月 - 静岡文化芸術大学名誉教授就任
- 2024年5月9日 - 静岡県知事退任

この間以下の役職も務めた。
- 読売新聞社読書委員（1994年）
- 財団法人地球産業文化研究所「GIIの行方と各国の対応」研究委員会委員（1996年）
- 建設省・これから10年後の暮らしを語る懇談会委員（1999年）
- 経済企画庁・経済審議会国民生活文化部会委員（1999年）
- 日本経済新聞社ミレニアム会議委員
- 国土交通省・国土審議会委員（2001年）
- 京都府の未来研究会座長（2001年）
- NPO法人日本防災士機構評議員（2002年）
- 東京都大学運営諮問会議新大学の教育研究に関する検討会委員（2003年）
- 福岡空港調査委員会委員（2003年）
- オーライ!ニッポン会議副代表（2003年）
- 富山県・日本海学推進機構専門委員（2003年）
- 農林水産省・農林水産政策研究所参与
- 総合研究開発機構理事（2004年）
- 京都市社会教育委員会議第27期委員（2005年）
- 京都迎賓館運営懇談会委員（2005年）
- 国連創立60周年記念事業「生命の碧い星」 国際交流推進協力者（2005年）
- アジア平和貢献センター理事
- 学校法人常磐大学評議員
- 静岡県学術委員会委員（2007年）
- 農林水産省・食料の未来を描く戦略会議委員（2007年）
- 浜松市やらまいか大使（2007年）
- 静岡県・理想の学校教育具現化委員会委員（2007年）
- 厚生労働省・人生85年ビジョン懇談会参集者（2007年）
- 農林水産省・総務省・文部科学省・子ども農山漁村交流プロジェクト全国推進協議会会長（2008年）
- ごはんを食べよう国民運動推進協議会会長（2008年）
- 東京湾の環境をよくするために行動する会会長（2008年）
- G8サミット日本国開催記念特別事業実行委員会副委員長（2008年）
- 財団法人北國総合研究所研究員
- 奈良県・日本と東アジアの未来を考える委員会委員長代行（2009年）
- 日伯交流協会会長（2009年）
- 世界緑茶協会理事長（2009年）
- 稲森財団第26回京都賞審査機関委員（2010年）
- 静岡県地球温暖化防止活動推進センター・STOP温暖化アクションキャンペーン実行委員会2010名誉委員長（2010年）
- 東芝国際交流財団審査委員会委員（2010年）
- 静岡国際オペラコンクール実行委員会会長（2010年）
- 第3回国際ユニヴァーサルデザイン会議 2010 in はままつ組織委員会委員（2010年）
- 静岡県農林水産業振興会「ふじのくに食の都シンボルマーク」審査委員長（2010年）

## 賞歴
- 2016年 - 南十字国家勲章コメンダドール位
- 1998年 - 読売論壇賞
- 1996年 - アジア・太平洋賞特別賞
- 1983年 - 国際交流基金10周年記念論文賞

## 著作

### 単著
- 『日本文明と近代西洋――「鎖国」再考』（日本放送出版協会［NHKブックス］、1991年）
- 『富国有徳論』（紀伊國屋書店 、1995年／中公文庫、2000年）
- 『文明の海洋史観』（中央公論社〈中公叢書〉、1997年／中公文庫、2016年）
- 『文明の海へ――グローバル日本外史』（ダイヤモンド社、1999年）
- 『近代はアジアの海から』（日本放送出版協会、1999年）。シリーズ「人間講座」放送テキスト
- 『海洋連邦論――地球をガーデンアイランズに』（PHP研究所、2001年）
- 『「美の文明」をつくる――「力の文明」を超えて』（筑摩書房［ちくま新書］、2002年）
- 『「美の国」日本をつくる――水と緑の文明論』（日本経済新聞社［日経ビジネス人文庫］、2006年）
- 『経済史入門』（日本経済新聞社［日経文庫］「経済学入門シリーズ」、2003年）
- 『ガーデニングでまちづくり――庭園国家日本への道』（中央公論新社、2003年）
- 『文化力』（ウェッジ、2006年）。梅棹忠夫・入江隆則ら4名との対談を収録
- 『日本の理想 ふじのくに』（春秋社、2010年）
- 『近代文明の誕生――通説に挑む知の冒険』（日経ビジネス人文庫、2011年）。新編再刊
- 『資本主義は海洋アジアから』（日経ビジネス人文庫、2012年）。新編再刊
- 『「鎖国」と資本主義』（藤原書店、2012年）。論考集

### 共著
- （南部宣行・鈴木健夫・松本康正・原剛・菊池紘一）『「最初の工業国家」を見る眼』（早稲田大学出版部、1987年）
- （佐伯啓思）『静かなる革命――ポスト近代の志』（リブロポート、1993年）
- （三宅親連・石井和紘）『自立する直島――地方自治と公共建築群』（大修館書店、1995年）
- （高橋義夫・大石慎三郎・紀田順一郎）『世紀末経済 歴史家の意見!――1994‐96』（ダイヤモンド社、1996年）
- （竹内実・村井章介・清水元・高谷好一）『日本史を海から洗う』（南風社、1996年）
- （瀬戸内寂聴・ドナルド・キーン・陳舜臣）『みれにあむ――日本文化この千年』（読売新聞社［読売ぶっくれっと］、1998年)
- （河上倫逸・諸井誠編、中村雄二郎・小田稔・河合隼雄・米本昌平・中村桂子・石井和紘）『新しい大地の詩――西欧近代との対話』（三省堂、1999年）
- （I・ウォーラーステイン・網野善彦・榊原英資・山内昌之）『『地中海』を読む』（藤原書店、1999年）
- （芳賀徹編、稲盛和夫・団紀彦・梅原猛・山口昌男・吉本隆明・黒川紀章）『創像新世紀――IMAGINATION/CREATION』（淡交社、2001年）
- （五百旗頭真・猪木武徳・園田英弘・半藤一利・野田宣雄）『検証 歴史を変えた事件――悲劇はなぜ起きたのか』（阪急コミュニケーションズ、2001年）
- （武者小路公秀編、榊原英資・姜尚中）『新しい「日本のかたち」――外交・内政・文明戦略』（藤原書店、2002年）
- （安田喜憲）『敵を作る文明、和をなす文明』（PHP研究所、2003年）
- （猪口孝編著、I・ウォーラーステイン・加藤博・朱建栄・山田鋭夫）『今われわれが踏み込みつつある世界は…』（藤原書店、2003年）
- （西田敏行・永井豪・桂文珍・徳田八十吉・松井昌雄・竹村節子・ジュディ・オング）『西田敏行さんたち8人が語る魅せられて石川県』（ベストセラーズ、2007年）
- （隂山英男・小山泰生・藤原和博・米澤明憲）『笑える子ども。』 （ぴあ［エンジン01選書］、2008年）
- （鶴見和子）『「内発的発展論」とは何か―新しい学問に向けて』（藤原書店、2008年）
- （東郷和彦・増田寛也）『「東北」共同体からの再生 東日本大震災と日本の未来』（藤原書店、2011年）
- （梅原猛）『日本思想の古層』（藤原書店、2017年）
- （オギュスタン・ベルク）『ベルク「風土学」とは何か 近代「知性」の超克』（藤原書店、2019年）
- （山折哲雄）『楕円の日本　日本国家の構造』（藤原書店、2020年）

### 編著
- 『海から見た歴史――ブローデル『地中海』を読む』（藤原書店、1996年、増補版2020年）
- 『アジア経済の将来と日本文化』（読売新聞社：読売ぶっくれっと、1998年）
- 『「鎖国」を開く』（同文舘出版、2000年）
- 『グローバル・マインドが地球をかえる』（北國新聞社、2000年）
- 『世界経済は危機を乗り越えるか――グローバル資本主義からの脱却』（ウェッジ、2001年）
- 『グローバル・ヒストリーに向けて』（藤原書店、2002年）
- 『アジア太平洋経済圏史――1500-2000』（藤原書店、2003年）
- 『日本の中の地球史』（ウェッジ、2019年）

### 共編著
- （浜下武志）『アジア交易圏と日本工業化――1500-1900』（リブロポート、1991年）
- Japanese Industrialization and the Asian Economy、co-edited with A. J. H. Latham、(Routledge、1994).
- （孔星鎮）『韓国の政治――南北統一をめざす新・先進国』（早稲田大学出版部、1997年）
- （三好陽）『イギリスの政治――改革に揺れる伝統国家』（早稲田大学出版部、1999年）
- Asia Pacific Dynamism 1550-2000、co-edited with A. J. H. Latham、(Routledge、2000).
- （嶌信彦）『居心地のよい国ニッポン――ジャパニーズ・ドリーム』（中央公論新社、2000年）
- （浜下武志）『海と資本主義』（東洋経済新報社、2003年）

### 訳書
- ノエル・ペリン『鉄砲をすてた日本人――日本史に学ぶ軍縮』（紀伊國屋書店、1984年／中公文庫、1991年）原題：Giving up the gun : Japan's reversion to the sword、1543–1879

### 共訳書
- W・F・ウェルトヘイム（清水元）『進化と革命』（紀伊國屋書店、1982年）原題：Evolution and revolution : the rising waves of emancipation
- A・J・H・レイサム（菊池紘一）『アジア・アフリカと国際経済1865-1914年』（日本評論社、1987年）原題：The international economy and the undeveloped world 1865-1914[199][200]
- ウィリアム･ウドラフ（かわかつきみ、あきやまさちよ・画）『パラダイスの夢』(新樹社、1990年）原題：William Woodruff. Paradise galore
- ロナルド・P・トビ（速水融・永積洋子）『近世日本の国家形成と外交』（創文社、1990年）原題：State and diplomacy in early modern Japan : Asia in the development of the Tokugawa Bakufu

### 監修書
- 『新しいアジアのドラマ』（筑摩書房、1994年）
- （ポール・スノードン・大竹正次）『イギリスの社会――「開かれた階級社会」をめざして』（早稲田大学出版部〈Waseda libri mundi、25. United Kingdom of Great Britain and Northern Ireland〉、1997年）
- （イメージ工学研究所企画・日経コンストラクション編）『環状道路の時代』（日経BP社、2006年）

### 論文
- 「明治前期における内外綿関係品の品質」『早稲田政治経済学雑誌』第250号、早稲田大学政治経済学会、184-211頁、1977年7月.
- 「The Industrial Revolution in Japan: Reconsideration in the Asian Context」『早稻田政治經濟學雜誌』第297号、213-245頁、1989年.
- 「Money and the Emergence of the First Industrial Nation in Asia、from the 16th to the 19th Century」『早稻田政治經濟學雜誌』第304-305号、140-155頁、1991年.
- 「Karl Marx's View on Charles Darwin's Theory of Evolution」『早稻田政治經濟學雜誌』第307-308号、171-193頁、1992年.
- 「SOCIO-ECONOMIC HISTORY SOCIETY」『日本経済学会連合 英文年報』第12巻、44-47頁、1992年.
- 「重点領域研究総合的地域研究成果報告書シリーズ : 総合的地域研究の手法確立 : 世界と地域の共存のパラダイムを求めて」家島 彦一、応地利明、高谷好一ほか『総合討論』第34巻、54-110頁、1997年3月31日[201]。
- "The Lancashire Cotton Industry and its Rivals". From Family Firms to Corporate Capitalism、Bruland、Kristine; O'Brien、Patrick (eds)、Clarendon Press、1998.
- Beyond"Exchanges between Eastern and Western Civilizations" (Exchanges between Eastern and Western Civilization). 『人環フォーラム』 (-)、37-41頁、2001年.
- 「球域の文明史(26)ヨーロッパのキャッチアップ(3)」『経』第47号、ダイヤモンド社、8-11頁、2005年9月.
- 川勝平太、東郷和彦、増田寛也「討論 (特集 東日本大震災) -- (鼎談 「東北」から世界を変える--「自治」に根ざした「復興」への道)」『環』第46号、藤原書店、61-69頁、2011年.
- 「インタビュー 社会総がかりの教育に向けて : 「地域とともにある学校づくり検討委員会」を「総合教育会議」の実働部隊として (特集 新「教育委員会」運用のイメージを探る)」『教職研修』第43巻第3号、90-93頁、教育開発研究所、2014年11月.

アーサー・レイサムと共著
- The Emergence of a Market for Cotton Goods in East Asia in the Early Modern Period. Japanese Industrialization and the Asian Economy、A. J. H. Latham; Heita Kawakatsu (ed.)、Routledge、1994.
- Asia Pacific dynamism 1550-2000、Routledge : vol. 27、Routledge studies in the growth economies of Asia、2000.
- Intra-Asian trade and the world market、vol. 34、Routledge studies in the modern history of Asia、2006.
- Intra-Asian trade and industrialization : essays in memory of Yasukichi Yasuba、vol.44、Routledge explorations in economic history、2009.
- The evolving structure of the East Asian economic system since 1700 : a comparative analysis、vol. 52、Routledge explorations in economic history、2011.

- The Lancashire cotton industry and its rivals : international competition in cotton goods in the late nineteenth century : Britain versus India、China、and Japan、no. 10、LTCB International Library selection. LTCB International Library Trust : International House of Japan、2018.

## 出演

### テレビ
- 視点・論点（1998年5月13日・2001年2月28日・2007年7月16日、NHK教育）
- NHK人間講座「近代はアジアの海から」（1999年7月6日 - 1999年9月21日、NHK教育）
- 世界わが心の旅「オックスフォード 学もし成らずんば死すとも還らず」（2001年6月3日、NHK-BS2）
- 爆笑問題のニッポンの教養スペシャル「ニッポン！チャチャチャ」（2009年3月24日、NHK総合）

## 選挙歴
| 当落 | 選挙                 | 執行日        | 年齢 | 選挙区 | 政党   | 得票数     | 得票率 | 定数 | 得票順位 /候補者数 | 政党内比例順位 /政党当選者数 |
| ---- | -------------------- | ------------- | ---- | ------ | ------ | ---------- | ------ | ---- | ------------------ | ---------------------------- |
| 当   | 2009年静岡県知事選挙 | 2009年7月5日  | 60   |        | 無所属 | 72万8706票 | 39.58% | 1    | 1/4                | /                            |
| 当   | 2013年静岡県知事選挙 | 2013年6月16日 | 64   |        | 無所属 | 108万609票 | 72.61% | 1    | 1/3                | /                            |
| 当   | 2017年静岡県知事選挙 | 2017年6月25日 | 68   |        | 無所属 | 83万3389票 | 59.67% | 1    | 1/2                | /                            |
| 当   | 2021年静岡県知事選挙 | 2021年6月20日 | 72   |        | 無所属 | 95万7239票 | 60.50% | 1    | 1/2                | /                            |